# Alex Mann
Pour les articles homonymes, voir Alexander Mann et Mann.
Alex Mann né le 11 novembre 1980 à Munich est un bobeur allemand actif depuis 2002. Il a remporté une médaille d'or dans l'épreuve par équipes et celle de bronze en bob à quatre des Championnats du monde 2008. Aux Jeux olympiques d'hiver de 2010, il termine septième dans l'épreuve du bob à quatre.

## Palmarès

### Championnats monde
- médaille d'or par équipes mixtes en 2008
- médaille de bronze en bob à quatre en 2008
- médaille de bronze en bob à quatre en 2011
- médaille de bronze en bob à deux en 2011

### Coupe du monde
- 11 podiums  : 
  - en bob à 2 : 1 victoire et 4 troisièmes places.
  - en bob à 4 : 1 victoire, 4 deuxièmes places et 1 troisième place.

#### Détails des victoires en Coupe du monde
| Édition   | Bob à 2   | Bob à 4   |
| 2007-2008 | Königssee |           |
| 2008-2009 |           | Königssee |